# 城丸君事件
城丸君事件（じょうまるくんじけん）は、1984年（昭和59年）1月10日に札幌市豊平区で発生した男児失踪・死亡事件。また、黙秘権についても注目されたことでも知られている。

## 概要
1984年（昭和59年）1月10日、札幌市豊平区で当時9歳の男児・城丸君（以下A）の行方が分からなくなる。A宅が資産家だったため身代金誘拐の可能性も考えられたが、身代金を要求する電話がなかったため、公開捜査となった。
その後の捜査でAの母親の証言によると、Aは「ワタナベさんと名乗る人物のところに行く」と言い残して姿を消したことが判明。後に当時29歳の元ホステス（以下X）のアパートの階段をAが上っていったと言う目撃証言が得られたため、警察は彼女を重要参考人として事情聴取したが、有力な情報は得られなかった。
1987年（昭和62年）12月30日、Xの嫁ぎ先の新十津川町の自宅から出火し、Xの夫（以下B、当時36歳）が死亡する火事が起こる。その後、Bの弟が焼けた家を整理していると、焼けた人間の骨を発見し警察に届け出た。当時のDNA型鑑定では焼けた人骨から身元は確認できなかった。警察はXを再度事情聴取したが、その際にポリグラフでは特異反応が示され、大罪を犯したことを匂わせる発言をしていたが、骨の身元が判明していなかったこともあり、この時はこれ以上の追及は断念された。
1998年（平成10年）、短鎖式DNA型鑑定を用いた結果、その人骨がAのものであることが判明し、同年12月7日にXを殺人罪で起訴。殺人罪の公訴時効成立の1ヶ月前だった。この時点で傷害致死・死体遺棄・死体損壊罪の公訴時効は成立していた。検察はXが借金を抱えていたことから身代金目的で誘拐して殺害したとしたが、死因を特定できなかったために殺害方法は不詳として立件せざるをえなかった。

## 裁判
一審で、被告人は、罪状認否において、「起訴状にあるような事実はない」と主張したこと以外は、被告人質問における検察官のおよそ400の質問に対し、全て「答えることはない」と述べて、黙秘した。なお、弁護人は、被告人は黙秘権を行使する意向であるとして、被告人質問を実施すること自体に反対した。
検察側は「Aと最後に会ったのはがX」「同じ日にXは子どもが入る大きさの段ボールを自宅から運び出し、新十津川町の家まで持ち運んだ」「Xは家で異臭をする何かを焼いた」「家から見つかった骨は被害者に間違いない」「Xは借金等で金に困っており、一方で近所にA宅が資産家だと知っていたことから誘拐の動機があった」等の多くの状況証拠から、「計画的にAを誘い出して家に引き入れたが警察や家族が捜していると知り、発覚を恐れて殺した。遺体を箱に入れて持ち運び、箱ごと焼いた」「殺意について、Aの悲鳴や抵抗のあとは確認されておらず、死亡するに十分な暴行を一気に加えたためであり、過失や偶然で亡くなったことはありえず、一人でAの遺体を長年にわたって持ち運んで隠し続けたのも、他人の関与がなく、故意に殺害したから」としてXが殺人罪を犯したとして無期懲役を求刑。一方で弁護側は無罪を主張した。
2001年（平成13年）5月30日、札幌地裁（佐藤學裁判長）は、Xの家から見つかった骨がAであることを認定し、その他の証言より、電話で男児を呼び出したのはXであるとし、多くの状況証拠から男児AがXの元にいる間、Xの犯罪的行為によって死亡した疑いが強いと、なんらかの致死行為があったことを認定したものの、殺意があったかどうかは疑いが残ると認定し、Xに対し殺人罪について無罪とした。傷害致死・死体遺棄・死体損壊罪は公訴時効が成立していたため、これらの罪で有罪にすることはできなかった。裁判では黙秘権の行使について、札幌地裁判決は「被告人としての権利の行使にすぎず、被告人が何らの弁解や供述をしなかったことをもって、犯罪事実の認定に不利益に考慮することが許されないのはいうまでもない」と示した。この判決について、白取祐司北海道大学教授は「有罪判決に近い無罪判決のような印象を与える」と、土本武司帝京大学教授は「限りなく黒に近い判決」とそれぞれ指摘した。検察側は控訴した。
2002年（平成14年）3月19日、札幌高裁の裁判長門野博は、控訴を棄却し、無罪判決を維持した。札幌高裁判決は前記一審の結論を支持した。加えて、控訴審判決は、第一審の検察官の質問の在り方に対し、以下のとおり述べて、黙秘権保護の見地から批判的な判示をした。
検察側は最高裁への上告を断念したため、Xの無罪が確定した。
同年5月2日に、Xは、刑事補償1160万円の請求を札幌地裁に起こした。
同年11月、札幌地裁が請求の約80%に相当する、928万円を支払うことが決定した。

## 被害者の声
- 被害者遺族は「被告人は黙秘権を悪用せず、事実を話してほしい。黙秘も権利であろうが、納得がいかない[3][6]」「殺意の認定が主な争点となったが、法曹家の言葉遊びのようだ。人が1人亡くなった重みの方が、はるかに重大だ[7]」「弁護士は、真実を明かす基本的なことを忘れ、百の真実を一つの言いがかりで無罪に持って行こうとしているとしか思えない[9]」と黙秘権を行使する被告人と弁護人およびそれを容認して無罪判決を出した司法に批判的なコメントをしている。

## B死亡事件
1987年12月30日にXの嫁ぎ先の新十津川町の自宅から出火して、Xの夫Bが死亡した事件では以下のような不審な点が数多くあった。
- 深夜の火事であるにもかかわらず、XとXの娘（前夫との子）は外出用の身支度をきちんと整えていた。Xは頭髪をきちんと結い上げ、ブーツを履き、靴下まで履いていたこと。
- 焼け残った家屋から衣装箱がきちんと積み上げられた状態で見つかり、その中にはXとXの娘の品物ばかりで、Xの夫のものは写真1枚もなかった。
- Xが助けを求めた先はすぐ隣の家ではなく、300メートルも先にある2番目の隣家であり、しかもその家の戸を叩くこともせず、ただ黙って娘を手を握り締めて、玄関のチャイムを鳴らしていたこと。
- 死亡の直前にXの夫Bが兄（Xの義兄）に保険金の名義も書き換えられ、金を渡さないと怒られ、家を建てるために約2000万円貯金していたが気が付くとXに使われてしまったとして「俺は殺されるかもしれない」と話していたこと。
- Xの夫Bには2億円近くの保険金が掛けられていたこと。

警察も事件の可能性があるとして捜査したが、消防署が出火原因を突き止められなかったこともあって捜査は行き詰まり、Xは巨額の保険金を請求することなく、新十津川町を立ち去った。2002年12月30日に殺人事件だった場合の殺人罪の公訴時効が成立した。

## 参考書籍
- 「新潮45」編集部『殺人者はそこにいる　逃げ切れない狂気、非情の13事件』新潮社、2002年。ISBN 9784101239132。